# Desk Set

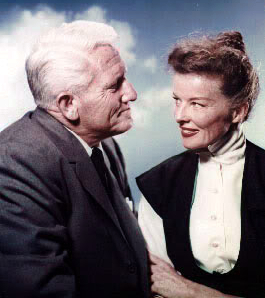
Imagem publicitária para o filme Desk Set (1957), com Spencer Tracy e Katharine Hepburn.

Desk Set (bra: Amor Eletrônico; prt: A Mulher Que Sabe Tudo) é um filme estadunidense de 1957, do gênero comédia romântica, dirigido por Walter Lang, com roteiro de Phoebe Ephron e Henry Ephron baseado na peça teatral Desk Set, de William Marchant.

## Sinopse
Um perito em informática tenta provar que seu cérebro eletrônico pode substituir o pessoal de um canal de televisão.

## Elenco
- Spencer Tracy     ...  Richard Sumner
- Katharine Hepburn ...  Bunny Watson
- Gig Young         ...  Mike Cutler
- Joan Blondell     ...  Peg Costello